# 지오메트리 대시
《지오메트리 대시》(영어: Geometry Dash)는 1인 개발사인 RobTopGames가 개발한 리듬 기반 플랫폼 게임이다.(약칭으로 지메라고도 한다.) 2013년 8월 13일 IOS 및 안드로이드에 출시되었으며, 스팀 버전은 2014년 12월 22일 출시되었다. 게임에서 플레이어는 스크린을 터치하거나 키보드를 누르는 방식으로 아이콘을 조종해 배경 음악과 여러 장애물이 있는 '레벨'들을 '클리어' 해야한다. GD 또는 GMD라고도 한다.
지오메트리 대시에는 총 22개의 공식 레벨들이 있다.(원래는 21개였지만 Dash라는 레벨이 생겨서 22개가 되었다. 또 The Tower라는 것도 있다.)또한 플레이어가 자신이 원하는 대로 레벨을 제작하고 배포할 수 있는 시스템도 있다. 몇몇 레벨을 클리어할 시 별, 코인, 오브, 다이아몬드와 같은 게임 내 화폐를 얻을 수 있다. 얻은 화폐로 'Clubstep', 'Theory of Everything 2', 'Deadlocked'와 같은 공식 레벨들을 해금할 수 있으며, 새 아이콘을 구매할 수 있다. 지오메트리 대시의 레벨은 1단계 Stereo Madness, 2단계 Back on Track, 3단계 Polargeist, 4단계 Dry Out, 5단계 Base after Base, 6단계 Cant Let Go, 7단계Jumper, 8단계 Time Machine, 9단계 Cycles, 10단계 xStep, 11단계 Clutterfunk, 12단계 Theory of Everything, 13단계 Electroman Adventures, 14단계 Clubstep, 15단계 Electrodynamix, 16단계 Hexagon Force, 17단계 Blast Processing, 18단계 Theory of Everything 2, 19단계 Geometrical Dominator, 20단계 Deadlocked, 21단계 Fingerdash, 22단계 Dash. 아직 미출시된 23단계 Explorers도 있다. 또한 Weekly Level도 있으며, Emerald Woods, Ravenholm, Whimpcastle, Supernova Z, Magmaic 2, A Pretty Easy Level , Virtual Reality 등이 있다. Daily Level과 Daily Demon은 플레이어마다 다르다.
지오메트리 대시 외에도 지오메트리 대시 라이트(지오메트리 대시의 무료버전), 지오메트리 대시 멜트다운, 지오메트리 대시 월드, 지오메트리 대시 서브제로 등의 스핀오프 게임들이 제작되었다.

## 게임플레이
지오메트리 대시는 터치스크린, 키보드, 마우스 또는 컨트롤러를 사용하여 조작할 수 있다. 플레이어는 레벨 끝에 도달하기 위해 조작 장치를 사용하여 아이콘의 움직임을 조작한다. 플레이어가 가시, 벽 또는 톱니바퀴과 같은 장애물에 충돌하면 터지는 효과와 함께 레벨이 처음부터 다시 시작된다. '연습 모드'라고 불리는 게임모드가 있는데, 이 모드를 사용하면 체크포인트를 사용 가능한 대신 레벨의 진행상황에는 영향을 미치지 못하며, 코인을 얻지 못한다. 게임 내 배경 음악의 리듬은 게임에서 가장 중요한 부분중 하나이며, 몇몇 레벨에서는 게임플레이와 연관되어 있기도 하다.
플레이어 아이콘은 7가지 게임 모드 중 하나의 형태를 취할 수 있으며, 각 모드는 서로 다르게 작동한다. 플레이어의 움직임은 플레이어가 7가지 게임 모드 간 변경, 중력 반전, 아이콘 크기 변경, 이동 방향 전환, 속도 변경 또는 순간 이동을 하게 만드는 '포털'로 더욱 복잡해진다. 또한 발판와 공점을 사용하여 플레이어를 다양한 방향으로 이동시키거나 중력을 변경할 수 있다.
지오메트리 대시의 정식 버전에는 21개의 공식 레벨이 있으며 , 그 중 18개는 설치 시 잠금 해제된다. 나머지 3개는 공식 레벨에 숨겨진 특정한 수만큼의 코인이 필요하다. 각 레벨은 클리어 시 별, 오브와 같은 다양한 보상을 제공한다. 레벨의 난이도는 Easy, Normal, Hard, Harder, Insane, Demon의 6가지 난이도로 분류된다. 여기서 Demon 난이도는 Easy, Medium, Hard, Insane, Extreme의 난이도로 세분화된다.
지오메트리 대시의 정식 버전에는 플레이어가 직접 만든 레벨을 업로드하고 다운로드하는 기능이 있다. 제작자는 업로드하기 전에 일반 모드로 자신의 레벨을 클리어해야 한다.

## 개발
RobTopGames에 따르면 '이 게임은 단순히 충돌하고 점프할 수 있는 큐브를 가진 템플릿으로 시작했다'며 '자세한 계획은 없었다'고 말했다.  그는 원래 컴퓨터용 게임으로 개발했지만 후에 계획을 변경하여 모바일 게임으로 출시되었다. RopTopGames는 더 임파서블 게임에서 영감을 받아 게임을 제작하고 앱 스토어와 구글 플레이 스토어에 출시하는데 약 4개월이 걸렸다. 베타 버전에서는 게임 이름이 Geometry Jump였지만 후에 Geometry Dash로 변경되었다.
출시 당시 이 게임은 전 세계적으로 인기를 얻었으며, 특히 캐나다에서 2014년 6월 가장 인기 있는 유료 아이폰 앱이라는 타이틀을 얻었다.
2021년 8월 14일 RopTopGames는 자신의 유튜브 채널을 통해 2017년 이후 첫 번째 대규모 업데이트인 2.2 버전의 미리보기 동영상을 공개했다. 2022년 9월 4일, RopTopGames는 첫 번째 미리보기 동영상이 공개된지 1년 후 2번째 미리보기 영상을 공개했다. 다시 1년 후 RopTopGames는 2023년 5월 15일에 세 번째 미리보기 동영상을 공개했는데, 이 영상에는 '플랫포머 모드' 기능과 레벨을 위한 사운드 이펙트 라이브러리를 공개했다.  2023년 8월 13일, 게임의 10주년을 기념하여 RopTopGames는 27분 분량의 기념 영상을 공개했다. 영상 말미에는 2.2 버전의 출시일이 2023년 10월로 공개돼 6년 만에 출시되는 업데이트가 됐다.
2023년 12월 20일, 2.1 이후 6년 11개월 만에 업데이트를 진행했다.

## 난이도

### Easy
파일:EasyGMD
- 파란색이고 웃고 있는 표정이다. 말 그대로 쉽다. Stereo Madness, Back on Track, Whimpiscastle, The Seven Seas가 Easy 난이도이다.

### Normal
파일:NormalGMD
- 초록색이고 미소를 띠고 있다. Easy보다는 어렵다.

Polargeist, Dry Out, Press Start이 Normal 난이도다.

### Hard
파일:HardGMD
- 노란색의 불안한 표정. Normal보다는 어려운 편이다. Base After Base[내용 2], Cant Let Go, Nock Em, Ravenholm이 Hard 스테이지다.

### Harder
파일:HarderGMD
- 빨간색의 화를 내는 표정. Hard보다 어렵다.

Jumper, Time Machine, Cycles, Blast Processing, Geometrical Dominator, Power Trip, Beat That이 Harder 스테이지다.
보통 유저들이 가장 많이 막히는 난이도 중 하나가 Harder이다. Hard까지는 쉽게 깨도 Harder부터 슬슬 어려워지기 시작하기 때문이다. 특히, Geometrical Dominator는 후반에 깜깜한 암기 구간이 있어 체감 난이도가 Insane에 가깝다. 외우면 Normal만큼 쉽게 갈 수 있지만 그렇지 않으면 암기 구간에서 막힌다.

### Insane
파일:InsaneGMD
- 보라색의 소리를 지르는 표정. Harder보다 어렵다. xStep, Clutterfunk, Theory of Everything, Electroman Adventures, Electrodynamix, Fingerdash, Dash, Supernova Z, A Pretty Easy Level이 Insane 맵이다. 유저들이 Harder까지는 쉽게 깨더라도 Insane에서 많이 막힌다. 연습을 많이 해두자.(Theory of Everything과 Electroman Adventures는 Insane치고 쉬워서 Harder에 가깝다.)

### Demon
파일:HardDemonGMD
Easy Demon, Medium Demon, Hard Demon, Insane Demon, Extreme Demon의 5가지가 있다. 공식맵 중 가장 어려운 난이도. 공식맵에서는 모두 시크릿 코인을 10개 이상 모아야 플레이 할 수 있다. Clubsteb, Theory of everything 2, Deadlocked 등이 Demon 맵.

## 유튜버
mulpan, 조잉크, 랑께, partion sion 등이 있다.

### 내용주
1. ↑  라이트는 레벨이 17단계까지밖에 없다. 멜트다운 레벨은 1단계 The Seven Seas, 2단계 Viking Arena, 3단계 Airborne Robots이다. 서브제로 레벨은 1단계가 Press Start, 2단계가 Nock Em, 3단계가 Power Trip.
2. ↑  Hard지만 사실 Normal에 가까움
3. ↑  Hard에 가까움
4. ↑  공식맵의 Demon 마크가 모두 Hard Demon 마크와 가장 가깝다.